# Burg Neuhaus (Windischeschenbach)
Die Burg Neuhaus ist eine Spornburg in der gleichnamigen Ortschaft Neuhaus, ein Ortsteil der Stadt Windischeschenbach im Landkreis Neustadt an der Waldnaab in der nördlichen Oberpfalz. Markantes Merkmal der Burg ist der freistehende sogenannte Butterfassturm, der durch seinen wuchtigen Unterbau und schmalen Oberbau an ein Butterfass erinnert. Die Anlage wird als Bodendenkmal unter der Aktennummer D-3-6138-0063 im Bayernatlas als „archäologische Befunde im Bereich der mittelalterlichen Burgruine Neuhaus“ geführt. Ebenso ist sie unter der Aktennummer D-3-74-168-33 als denkmalgeschütztes Baudenkmal von Neuhaus verzeichnet.
Burg Neuhaus ist kein klassischer Rittersitz, sondern eher ein befestigtes Jagdschloss.

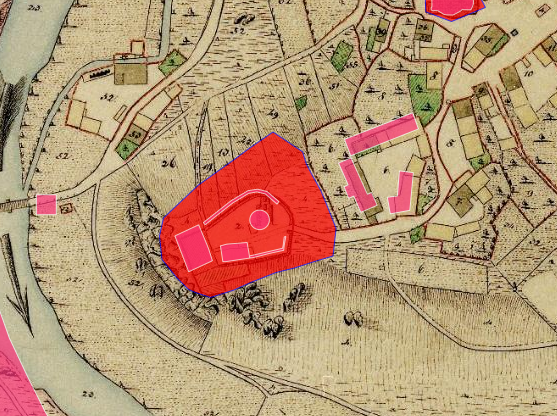
Lageplan der Burg Neuhaus (Windischeschenbach) auf dem Urkataster von Bayern

## Geschichte
Erbaut wurde die Burg um das Jahr 1300 durch Landgraf Ulrich I. von Leuchtenberg. Die Burg wurde mehrmals an das Kloster Waldsassen verpfändet, erstmals im Jahre 1328, bis sie schließlich 1515 durch Landgraf Johann IV. von Leuchtenberg an das Waldsassener Kloster verkauft wurde. 1614 wurde die Anlage restauriert und vom Kloster als Sitz eines Klosterrichters genutzt. Die Nutzung durch das Kloster dauerte bis zur Säkularisation 1803 an. 1820 kaufte der Markt Neuhaus das Bauwerk und nutzte es fortan als Gemeindeverwaltung und Schulhaus. Heute ist in der Burg Neuhaus mit dem „Butterfassturm“ das Waldnaabtalmuseum untergebracht.